# María Xesús Lama
María Xesús Lama López, (Santa Euxea, Guntín, 1964) es una filóloga española. En 2018 fue galardonada con el Premio Nacional de Ensayo, que concede anualmente el Ministerio de Cultura y Deporte de España, por su obra Rosalía de Castro. Cantos de independencia y libertad (1837-1863).

## Trayectoria
Estudió Filología Galego-Portuguesa y Filología Hispánica en la Universidad de Santiago de Compostela en 1987 y se doctoró en la Universidad de Barcelona en 2002 con una tesis sobre la apropiación de los materiales legendarios celtas y el tema de Bretaña en la literatura gallega contemporánea.
Su investigación se centra en la interrelación entre el proceso de construcción nacional y la literatura en Galicia y se desarrolla en las tres direcciones principales en las que se centran sus publicaciones: la vida y obra de Rosalía de Castro como escritora fundadora de las letras gallegas, el tratamiento literario del supuesto origen celta de Galicia y la literatura de la emigración y el exilio. También ha publicado traducciones del alemán y del inglés al gallego.
Colabora habitualmente en diversas revistas literarias.

## Publicaciones

### Ensayo
- El celticismo y la cuestión de Bretaña en la literatura gallega: hacia la construcción de un contradiscurso histórico ficcional en la obra de Xosé Luís Méndez Ferrín, 2001, Universidad de Barcelona.
- Rosalía de Castro. Cantos de independencia y libertad (1837-1863), 2017, Galaxia.[2]

### Traducciones
- A vida e o tempo de Diego Xelmírez, de R. A. Fletcher, 1992, Galaxia. Traducción con Henrique Monteagudo.
- Contos, de Hoffmann, 1996, Tris Tram. Traducción con Marta Ares Fontela.
- Vinte e nove contos, de Quim Monzó, 2008, Sotelo Blanco.

### Ediciones
- Cantares Gallegos, de Rosalía de Castro, 1995 e 2008, Galaxia.
- Canto do pobo disperso, de Valentín Paz-Andrade, 2012, Consello da Cultura Galega.

### Obras colectivas
- Actas do VII Congreso Internacional de Estudos Galegos. Mulleres en Galicia. Galicia e os outros pobos da Península. Barcelona, 2003, 2007, Edicións do Castro. Coeditora con Helena González.
- Do sentimento á conciencia de Galicia: correspondencia, 1961-1984, de Ramón Piñeiro e Basilio Losada, 2009, Galaxia. Edición con Helena González.
- Ramón Piñeiro. Día das Letras Galegas 2009, 2009, Universidade de Santiago.

## Premios
- 2017 Premio Fervenzas Literarias al mejor libro de ensayo/investigación por Rosalía de Castro. Cantos de independencia y libertad.
- 2018 Premio Nacional de Ensayo que otorga el Ministerio de Cultura y Deporte de España por Rosalía de Castro. Cantos de independencia y libertad (1837-1863).[1]
- Premio Baltar Feijoo de Ensayo de la Fundación Rosalía de Castro por Rosalía de Castro. Cantos de independencia y libertad (1837-1863).